# 考夫曼多項式
在纽结理论中，考夫曼多项式（Kauffman polynomial）是二元纽结多项式。
{\displaystyle F(K)(a,z)=a^{-w(K)}L(K)\,}
{\displaystyle w(K)} 是绞拧数，{\displaystyle L(K)} 的定义是：
- {\displaystyle L(O)=1} (O是平凡纽结).
- {\displaystyle L(s_{r})=aL(s),\qquad L(s_{\ell })=a^{-1}L(s).}
- 通过第2和3的Reidemeister变换，L不变

L满足考夫曼的糾結關係：
琼斯多项式是考夫曼多項式的特烈（ L 成为括號多項式）。SO(n)的陈-西蒙斯理论给予夫曼多項式，SU(n)陈西理论给予HOMFLY多项式。

## 阅读
- Kauffman, Louis. . Annals of Mathematics Studies 115. Princeton, NJ: Princeton University Press. 1987. ISBN 0-691-08435-1. MR 0907872.